# 道重咲
道重 咲（みちしげ さき、1992年4月25日 - ）は、日本のAV女優。バンビプロモーション所属。

## 略歴・人物
2015年10月、処女でデビューしたロリ系AV女優。
趣味・特技はピアノ。

## 出演作品

### アダルトDVD
2015年
- お嬢様の新品オマ○コ処女喪失（11月13日、MOODYZ）
- 絶対にゆるしてくれない…。箱入り女子大生・さき 怒張に蹂躙されるホテルセックス まだ3回しかエッチしたことがない、ほぼ処女娘のキツキツのアソコを、ムリヤリ押し広げて容赦なく入れまくった。（11月13日、オーロラプロジェクト・アネックス）
- 浜辺の美少女を、本気でヤッちゃいました。 2015 vol.2 神奈川県湘南ビーチで顔射ナンパ編（11月20日、プレステージ）
- 突撃潜入!! 素人乱交サークル 3（12月1日、ZUKKON/BAKKON）
- 汗だく未●年ブルマ&スク水姿で着衣中出し さき（12月10日、親父の個撮）
- 男女の友達同士 ホントに異性を意識してないか? チ○ポ勃起で罰ゲーム!（12月15日、ピーターズ）※「えみり」名義
- 夫婦対抗野球拳! 2 人妻がじゃんけんに負けて夫の目の前ですっぽんぽん! 罰ゲームで他所ん家の旦那さんとSEXしちゃいましたスペシャル（12月24日、SWITCH）

2016年
- 超名門セックス部に入部したから子作り 2（1月1日、ZUKKON/BAKKON）
- 素人女子大生限定! パンティ素股でカチカチち●ぽがアソコに擦れて赤面発情! クロッチは恥ずかし汁まみれ!そのまま生で擦り合わせて、ヌルヌルワレメに結局つるんっと入って生中出し!!（1月8日、S級素人）
- 酔ってエッチな気分の先輩女子社員と悪ノリ王様ゲーム!! 参加男子は僕一人楽しすぎて腰が砕けるほどやられました。（2月18日、SWITCH）
- 女監督ハルナの素人レズナンパ 99 友達同士でノリ×2野球拳! 負けたら脱ぐ?初レズする?イカされちゃう?（3月15日、ピーターズ）
- 仲良し一般人姉弟が挑戦! 2人きりの密室で、生まれて初めての媚薬服用! 奥手の童貞弟と優しい姉がHなミッションに挑戦したら、興奮汁で股間がヌルヌルの2人は我慢できずに禁断の近親相姦してしまうのか?（4月8日、SCOOP）
- NO○○Vで放送中の恋愛番組の収録中、禁止されていたにも関わらずロリ系巨乳娘が勝手にSEXしお蔵入りになってしまったので罰として無許可でAV発売+番外編（4月19日、ゴールデンタイム）
- レズクンニサロン（6月3日、虎堂）
- サイコー!　泡パーリィ&マシンバイブ!　都内某クラブで開催される泡パーリィでナンパした素人パリピ娘にマシンバイブを体験させちゃったぜ!　イエーッ!（8月18日、サディスティックヴィレッジ）
- 結婚直前の蜜月、毎晩旦那さんに愛されて最高感度になっている新妻 ブライダルエステで油断したところに媚薬チ○ポを即ハメ! すぐに抵抗が弱まり、感じ始めたところでマシンバイブ挿入、潮を吹きまくって、中出しをすんなり受け入れる! 3（8月18日、サディスティックヴィレッジ）
- 田舎のお嬢様学校の女子校生をさらって生ハメ!射精直前に「お前より可愛い娘を今すぐ電話で呼ばないと中出しするぞ」と脅して友達を連れてこさせて結局全員にナマ中出し!スペシャル 2（9月1日、サディスティックヴィレッジ）　※AV OPEN 2016 ハード部門3位
- 突撃!となりのパイパンまん（10月1日、デジプラン）※「さき」名義

2017年
- 女子大生だらけのシェアハウスでM男に調教された僕 3（4月5日、フリーダム）
- 純情ロリっ子の恥じらいSEX（5月1日、S-Cute）
- 男の苦しむ顔を見るのが大好きな女子校生達 くすぐり・電気あんま・金蹴り（5月5日、フリーダム）
- カラータイツが公認の学園で。（6月5日、フリーダム）
- 完全主観 罵倒地獄 Vol.6 〜夢も希望も無いオマエらに告ぐ〜（6月5日、フリーダム）
- 素人ヘアヌード大図鑑 〜美少女編 （6月23日、S級素人）
- 素人妻ナンパ中出し! 美人姉妹編!（6月27日、グラフィティジャパン）
- 女の子だってエッチしたいんだもん（7月1日、S-Cute）
- ガチンコ全裸三種競技 2 Naked七夕祭り&夏フェス2017 ぬるぬるテカテカのエロボディ!夏全開!マ○コ全開の競技で団体戦!! 〜全裸ローションスイカ割り、全裸ビーチクフラッグス、全裸オイル相撲で真剣勝負〜（7月20日、ROCKET）
- 人妻レズ相姦 姉妹編（7月27日、グラフィティジャパン）
- 自分で自分の足の裏を撮影した女の子。 2（8月5日、フリーダム）
- イマドキの清楚な美人って、実は淫らで敏感（9月1日、S-Cute）

### イメージDVD
- between legs（2016年1月15日、TWCC）※「髙木芽衣子」名義
- first insert（2016年6月15日、TWCC）※「髙木芽衣子」名義
- neat lady（2017年4月25日、TWCC）※「髙木芽衣子」名義